# 夏と君のうた
「夏と君のうた」（なつときみのうた）は、A.B.C-Zの楽曲。11作目のシングルとして、2021年9月1日にポニーキャニオンから発売。

## 概要
表題曲は、メンバーの橋本良亮主演のABC・テレビ朝日系ドラマL『痴情の接吻』主題歌であり、作詞をスピードワゴンの小沢一敬、作曲を奥田民生、編曲を船山基紀が手掛けた。

## 予約購入先着特典
- 初回限定盤A - クリアファイル（A4サイズ）[4]
- 初回限定盤B - クリアポスター（A4サイズ）[4]
- 通常盤 - マスキングテープ[4]

## 収録曲

### CD

#### 通常盤
1. 夏と君のうた
作詞：小沢一敬、作曲：奥田民生、編曲：船山基紀
  - 橋本良亮主演 ABC・テレビ朝日系ドラマL『痴情の接吻』主題歌
2. Happy Happy Happiness
作詞：徳田護、作曲・編曲：関口晶大
3. You’ve got no fear...
作詞：DjeDje・Nanami、作曲：DjeDje・黒木優心、編曲：Nanami
4. 夏と君のうた -Inst.-
5. Happy Happy Happiness -Inst.-
6. You’ve got no fear... -Inst.-

#### 初回限定盤A
1. 夏と君のうた
2. 恋に落ちたんだ
作詞・作曲：AILI・DAISUKE、編曲：石塚知生
3. 恋に落ちたんだ -Inst.-

#### 初回限定盤B
1. 夏と君のうた
2. VIVA You達!!
作詞・作曲：磯崎健史、編曲：生田真心
3. VIVA You達!! -Inst.-

### DVD

#### 初回限定盤A
1. 「夏と君のうた」Music Clip
2. Making of「夏と君のうた」Music Clip
3. Making of Jacket Shooting

#### 初回限定盤B
1. 夏と○みのうた
夏になれば君のうたを思い出す。きっといくつになっても。でも実は君の音色は沢山の種類があったんだね。A.B.C-Zが夏の思い出と共に“○み”の“うた”を当てる!?